# Wilkinson County, Georgia
Wilkinson County är ett administrativt område i delstaten Georgia, USA, med 9 563 invånare (2010). Den administrativa huvudorten (county seat) är Irwinton.

## Geografi
Enligt United States Census Bureau har countyt en total area på 1 171 km². 1 157 km² av den arean är land och 14 km² är vatten.

### Angränsande countyn
- Baldwin County - nord
- Washington County - nordost
- Johnson County - öst
- Laurens County - sydost
- Twiggs County - sydväst
- Jones County - nordväst